# Commandeurshof

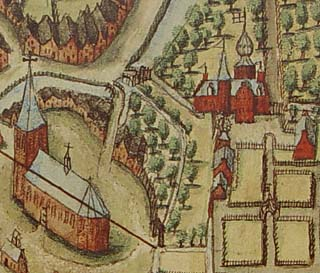
Het commandeurshof rechts van de Oude Kerk tussen 1530-1590 door Jan Jansz.Potter

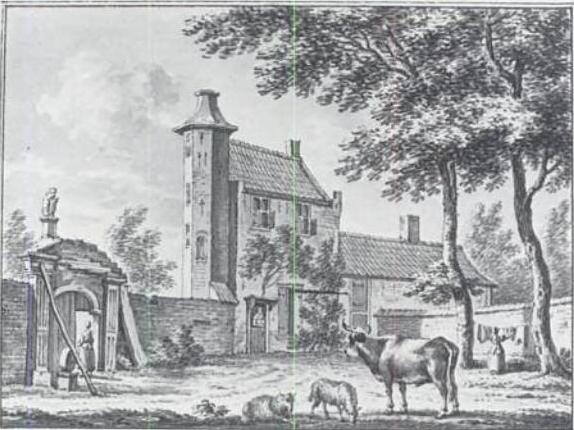
Het zomerhuis met de traptoren in midden achttiende eeuw

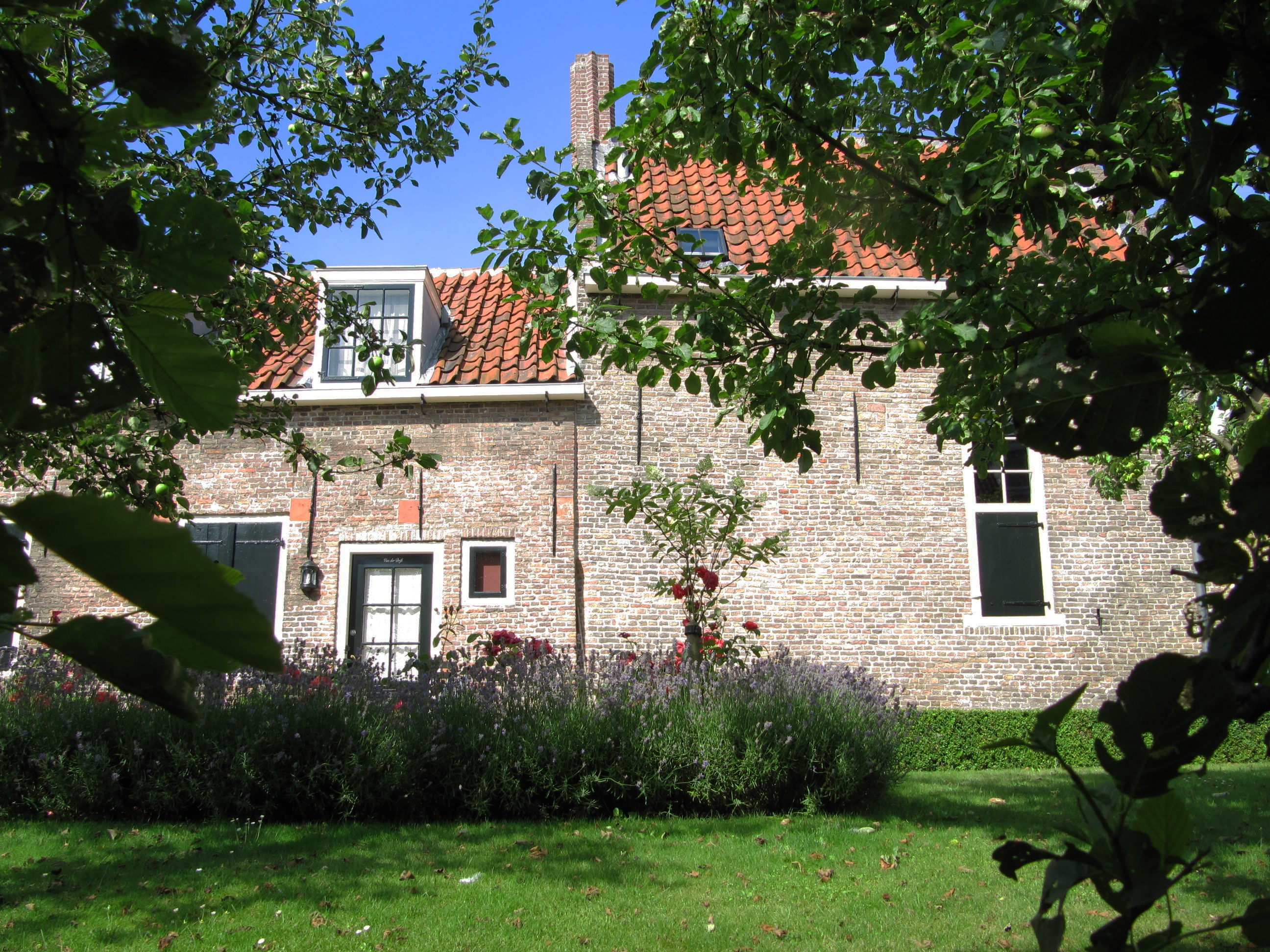
Commandeurshof anno 2010

Het commandeurshof was in de Middeleeuwen een gebouwencomplex in Maasland voor ridders van de Duitse Orde. Wat nu nog rest is het zomerhuis uit 1556. 
De Duitse Orde streek neer in Maasland doordat graaf Willem II van Holland het patronaatsrecht van de Oude Kerk overdroeg aan de Duitse Orde. Deze orde is een geestelijke ridderorde die zieken en armen verzorgt. Door giften werd het grondgebied van de orde in het midden van de dertiende eeuw omvangrijk. Eerst verbleef de orde in de Oude Campspolder, een schenking in 1243 van ridder Diederik van Coldenhove, maar in 1365 kregen zij toestemming om de commanderij te verplaatsen naar het centrum van Maasland naast de Oude Kerk. 
In 1556 werd in opdracht van Jasper van Egmond van Merestein een zomerhuis ten zuiden van het hoofdgebouw gebouwd. Waarschijnlijk was dit huis bedoeld voor zijn moeder Anna van Almonde, omdat Jaspers vader was overleden en Anna vaak op bezoek kwam. Daarnaast zou er aan de westzijde van het gebouw een gevelsteen hebben gezeten met het wapen van de Van Almondes. Niet lang heeft Anna kunnen verblijven in het huis, want zij overleed in 1561. 
Na de dood van Anna ging de pastoor van de kerk gebruikmaken van het huis, totdat voor hem in 1564 een huis werd gekocht door de commandeur achter de kerk, ter hoogte van de huidige pastorie.
Uit schriftelijke bronnen blijkt dat het huis met de grond in de achttiende eeuw al verhuurd werd door de Duitse Orde. In die tijd werd er ook gesproken over het tuijnmanshuis. Vanaf 1834 woonde de tuindersfamilie Van Uffelen in het zomerhuis tot het jaar 1970. Toen liet de gemeente er een nieuwe woonwijk bouwen achter het huis. 
De bovenverdieping van het hogere deel van het gebouw, was ooit hoger geweest en was te bereiken via een traptoren. Later werd het hogere deel verlaagd en werd de traptoren in 1912 afgebroken. Het lagere gedeelte is later aangebouwd.
In 1971 werd bij een verlenging van de Herenlaan de plaats van het oorspronkelijke ordensgebouw in de Oude Campspolder teruggevonden.